# Gangut (couraçado de 1911)
O Gangut (Гангут) foi um couraçado operado pela Marinha Imperial Russa e depois Frota Naval Militar Soviética e a primeira embarcação da Classe Gangut, seguido pelo Petropavlovsk, Sebastopol e Poltava. Sua construção começou em junho de 1909 no Estaleiro do Almirantado e foi lançado ao mar em outubro de 1911, sendo comissionado em janeiro de 1915. Era armado com uma bateria principal de doze canhões de 305 milímetros montados em quatro torres de artilharia triplas, tinha um deslocamento de mais de 24 mil toneladas e alcançava uma velocidade de 24 nós.
O Gangut entrou em serviço no meio da Primeira Guerra Mundial, porém pouco fez e passou toda a duração do conflito protegendo o Golfo da Finlândia de um possível ataque alemão, algo que nunca ocorreu. Sua tripulação ficou insatisfeita e se amotinou após o início da Revolução Russa em março de 1917. O navio finalmente deixou o Golfo da Finlândia em março de 1918 de acordo com os termos do Tratado de Brest-Litovski, atracando em Kronstadt. Ele foi tirado de serviço no início de novembro devido à falta de pessoal para operá-lo, permanecendo inoperante pelos anos seguintes.
Foi renomeado para Oktiabrskaia Revolutsia (Октябрьская Революция) em 1925 e recomissionado no ano seguinte, passando por grandes modernizações entre 1931 e 1934. Na Segunda Guerra Mundial, ele bombardeou posições de artilharia finlandesas na Guerra de Inverno em 1939 e depois proporcionou suporte de artilharia contra forças alemãs durante o Cerco de Leningrado e nas ofensivas Leningrado–Novgorod e Vyborg–Petrozavodsk. O couraçado continuou servindo após a guerra, tornando-se um navio-escola em 1954 e sendo desmontado anos depois.

## Características

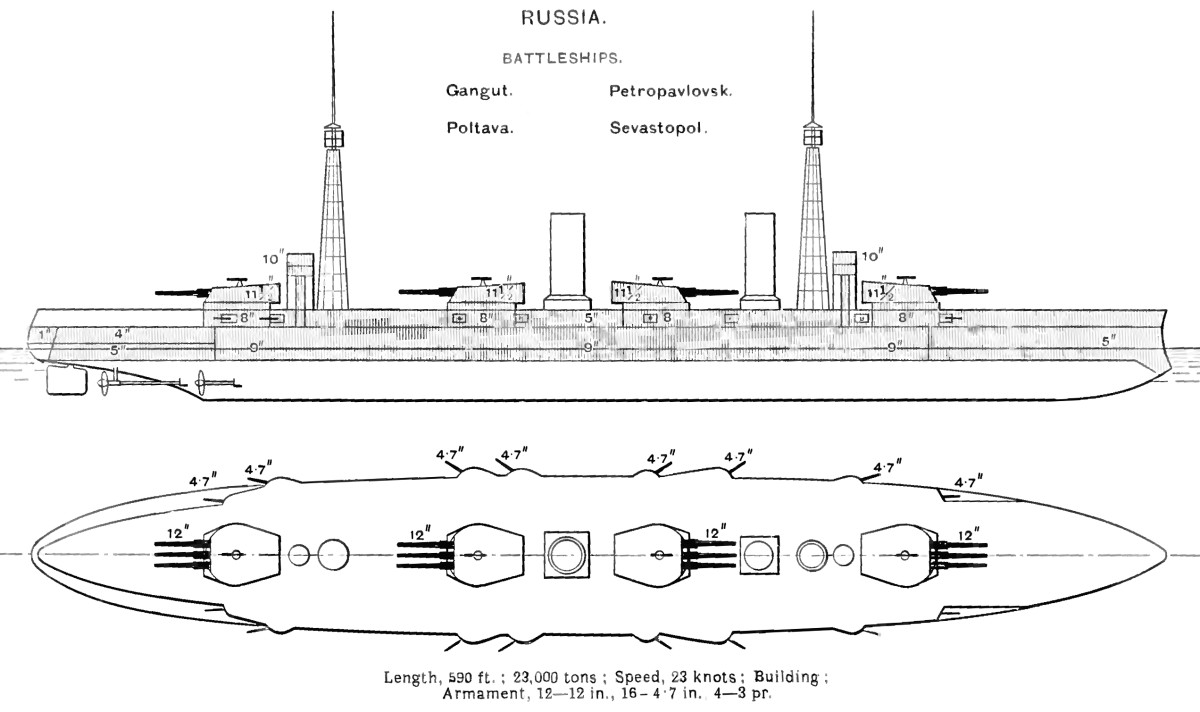
Desenho da Classe Gangut

O Gangut tinha 180 metros de comprimento da linha de flutuação e 181,2 metros de comprimento de fora a fora. Sua boca era de 26,9 metros e o calado de 8,99 metros, 49 centímetros a mais do que o projetado. Seu deslocamento carregado era de 24,8 mil toneladas, mais de 1,5 mil toneladas a mais do que o projetado. O sistema de propulsão tinha 25 caldeiras Yarrow mistas que alimentavam quatro turbinas a vapor Parsons. Estas tinham uma potência indicada de 42,6 mil cavalos-vapor (31,3 mil quilowatts) para uma velocidade máxima de 24 nós (44 quilômetros por hora). Ele podia carregar até 1 877 toneladas de carvão e 710 toneladas de óleo combustível, dando uma autonomia de 3,5 mil milhas náuticas (6,5 mil quilômetros) a dez nós (dezenove quilômetros por hora).
O Gangut era armado com uma bateria principal composta por doze canhões Obukhovskii Padrão 1907 calibre 52 de 305 milímetros montados em quatro torres de artilharia triplas dispostas pelo decorrer do comprimento da embarcação. Seu armamento secundário tinha dezesseis canhões Padrão 1905 de 120 milímetros montados em casamatas no casco. O navio foi originalmente equipado com um único canhão antiaéreo Padrão 1914/15 calibre 70 de 76 milímetros montado no tombadilho. Outras armas antiaéreas provavelmente foram adicionadas durante a Primeira Guerra Mundial, mas não se sabe os detalhes. Por fim, havia quatro tubos de torpedo de 450 milímetros submersos, dois em cada lateral. O cinturão de blindagem tinha entre 125 milímetros de espessura nas extremidades e 225 milímetros a meia-nau. O convés era protegido por uma blindagem entre doze e cinquenta milímetros. As torres de artilharia tinham laterais de 203 milímetros e tetos de cem milímetros, ficando em cima de barbetas com 150 milímetros acima do convés superior e 75 milímetros abaixo. Por fim, a torre de comando tinha laterais de 254 milímetros e teto de cem milímetros de espessura.

## História
O batimento de quilha do Gangut ocorreu em 16 de junho de 1909 no Estaleiro do Almirantado em São Petersburgo e foi lançado ao mar em 22 de setembro de 1911. Colidiu com seu irmão Poltava no final de outubro de 1914, o que adiou seus testes marítimos de 9 de novembro para o final de dezembro. O navio entrou em serviço em 11 de janeiro de 1915 quando chegou em Helsinque e foi designado para a Primeira Brigada de Couraçados da Frota do Báltico. Ele e seu irmão Sebastopol deram cobertura para operações de estabelecimento de campos minados ao sul de Libau em 27 de agosto. O Gangut encalhou em 10 de setembro, mas sofreu danos leves. Um pequeno motim ocorreu em 1º de novembro quando um oficial se recusou a alimentar a tripulação com a refeição tradicional de carne e macarrão depois de reabastecerem carvão. O retorno do oficial comandante e a liberação de um jantar de carne enlatada restaurou a ordem. O couraçado e seu irmão Petropavlovsk proporcionaram cobertura para operações de campos minados entre 10 e 11 de novembro e depois em 6 de dezembro. Não participou de ação alguma em 1916. Sua tripulação juntou-se ao motim geral da Frota do Báltico em 16 de março de 1917, após os marinheiros entediados terem sido informados da Revolução de Fevereiro em Petrogrado. O Tratado de Brest-Litovski exigiu que os soviéticos evacuassem Helsinque em março de 1918 ou teriam seus navios internados na recém-independente Finlândia, mesmo com o Golfo da Finlândia ainda estando congelado. A Classe Gangut liderou o primeiro grupo que partiu em 12 de março, chegando em Kronstadt cinco dias depois naquilo que ficou conhecido como "Viagem de Gelo".

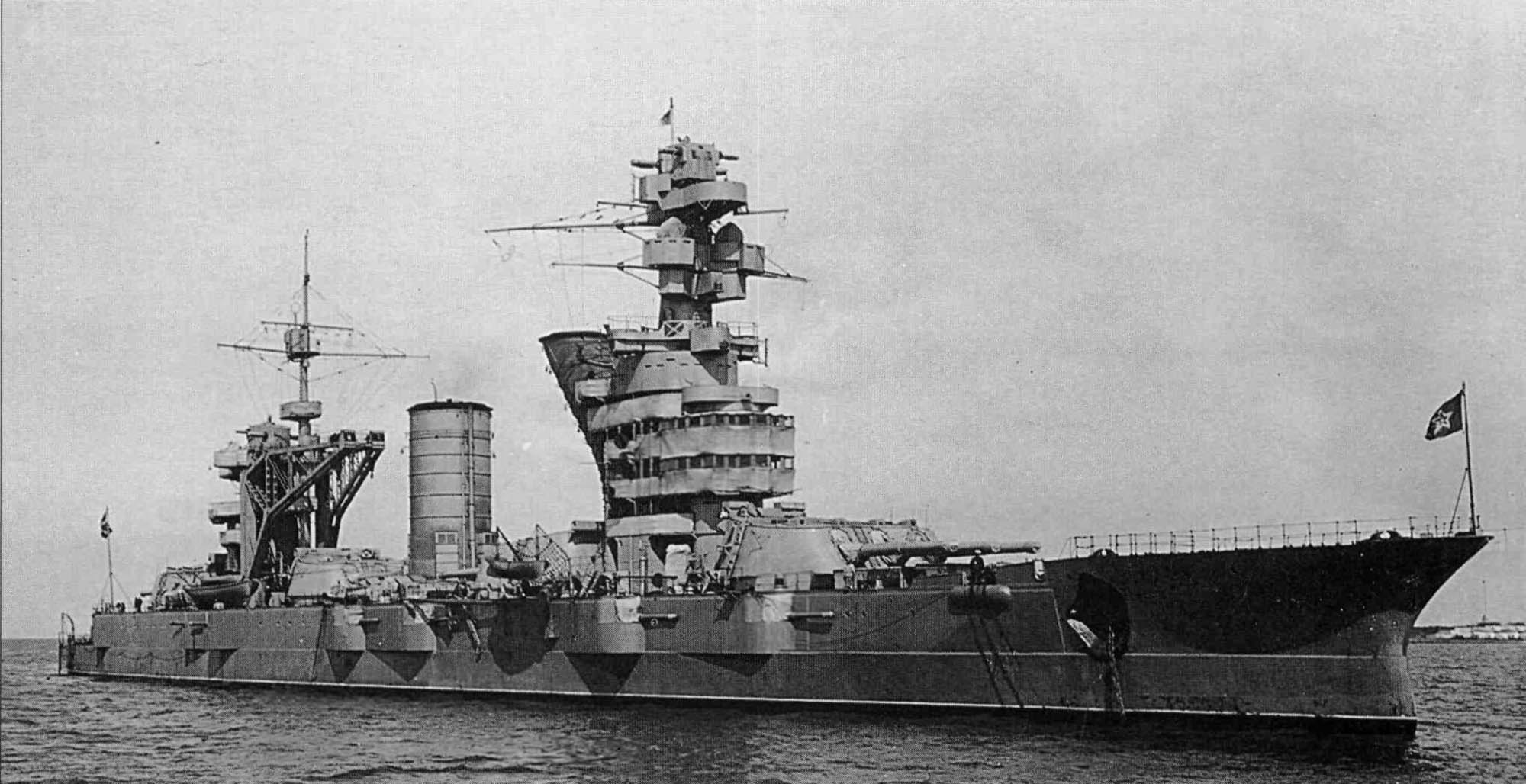
O Oktiabrskaia Revolutsia em 1934 após sua modernização

O Gangut foi tirado de serviço em 9 de novembro de 1918 por falta de pessoal para operá-lo. Foi renomeado para Oktiabrskaia Revolutsia (Октябрьская Революция) em 27 de junho de 1925 enquanto passava por reformas. Foi recomissionado na Frota Naval Militar em 23 de março de 1926 e uma reconstrução parcial começou em 12 de outubro de 1931, incorporando lições das modernizações anteriores de seus irmãos Marat e Parizhskaia Kommuna, os antigos Petropavlovsk e Sebastopol, respectivamente. O mastro de torre tubular original foi substituído por uma estrutura maior e mais forte com um diretório de controle de disparo KDP-6, equipado com dois telêmetros Zeiss de seis metros no topo. A superestrutura de ré foi ampliada e uma nova estrutura foi construída à frente, com mais um diretório KDP-6 no alto, o que necessitou o reposicionamento do mastro principal nove metros para frente. Isto não deixou espaço suficiente para uma grua, assim dois grandes guindastes de botes foram montados em cada lado do mastro principal. Sua chaminé dianteira foi curvada para ré. Cada torre de artilharia recebeu um telêmetro italiano de oito metros e a blindagem do teto foi aumentada para 152 milímetros. Uma novo castelo da proa foi construído para melhorar a navegabilidade. Seis canhões antiaéreos 34-K de 76 milímetros foram adicionados, três no topo da primeira e quarta torre de artilharia. Todas as suas 25 caldeiras foram removidas e substituídas por doze caldeiras a óleo combustível que originalmente seriam do incompleto cruzador de batalha Izmail, da Classe Borodino. O espaço economizado foi usado para adicionar outra antepara estanque longitudinal que melhorou em muito sua proteção subaquática. Seu computador mecânico original Pollen Argo Clock para controle de disparo da bateria principal foi substituído por uma cópia de um computador da Vickers, designado AKUR pelos soviéticos, além de uma cópia de um giroscópio Sperry vertical estável. Essas mudanças aumentaram seu deslocamento carregado para 26 690 toneladas e seu comprimento de fora a fora para 184,9 metros. Sua altura metacêntrica diminuiu para 1,67 metros do original 1,76 metros em consequência da ampliação das superestruturas.

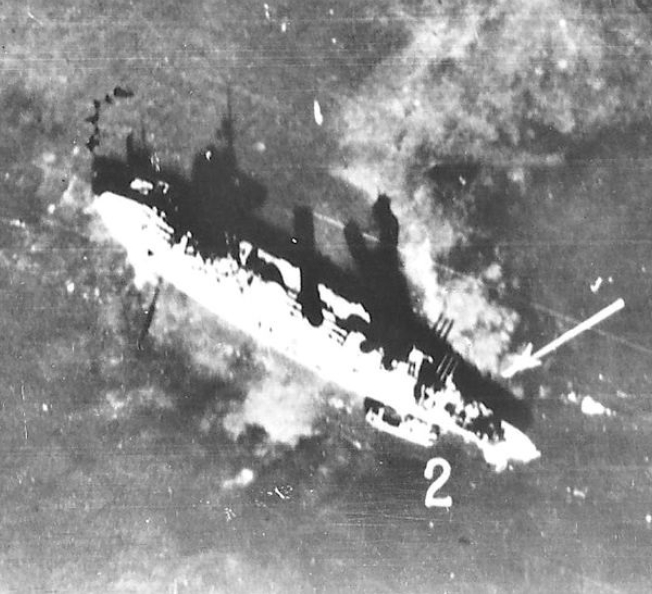
Fotografia aérea alemã do Oktiabrskaia Revolutsia em Kronstadt, 23 de setembro de 1941

Sua reconstrução terminou em 4 de agosto de 1934. Durante a Guerra de Inverno limitou-se a bombardear baterias costeiras finlandesas em 18 de dezembro de 1939 em Saarenpää antes do Golfo da Finlândia congelar. Não conseguiu infligir danos permanentes antes de ser afastado por quase acertos inimigos. O Oktiabrskaia Revolutsia foi para Tallinn poucos depois da ocupação da Estônia, mas passou por reformas entre fevereiro e março de 1941 em Kronstadt quando seu armamento antiaéreo foi reforçado. Quatro canhões 81-K de 76 milímetros em montagens duplas foram instalados no tombadilho. Os depósitos de munição destas armas provavelmente ficavam situados nas casamatas mais de ré, que tiveram seus canhões de 120 milímetros removidos. Doze canhões 70-K de 37 milímetros foram adicionados, três em cada uma da segunda e terceira torre de artilharia e as outras seis nas superestruturas. Quatro montagens duplas e quatro únicas de metralhadoras DShK de 12,7 milímetros e dois diretórios antiaéreos também foram instalados. Os grandes guindastes foram substituídos por versões menores tiradas do incompleto cruzador pesado Petropavlovsk a fim de liberar espaço para as armas antiaéreas.
O Oktiabrskaia Revolutsia estava em Tallinn em 22 de junho de 1941 quando a Alemanha invadiu a União Soviética, porém os alemães o forçaram a recuar para Kronstadt. Ele abriu fogo contra posições alemães do 18º Exército em 8 de setembro a partir de um canal entre Leningrado e Kronstadt, provavelmente tendo desembarcado quatro de seus canhões de 120 milímetros no dia seguinte para uso em terra. Foi seriamente danificado no dia 21 por três acertos de bombas em sua proa que desabilitaram duas torres de artilharia, sendo enviado para o Estaleiro Nº 189 em Leningrado no dia 23 de outubro a fim de passar por reparos. Os soviéticos aproveitaram para instalar mais quatro canhões antiaéreos 70-K e quatro canhões 81-K entre fevereiro e abril de 1942. Foi acertado novamente por uma bomba pesada e três médias na noite de 4 para 5 de abril, jogadas por um Heinkel He 111 da Asa de Batalha 4. Outras três bombas o acertaram em 24 de abril. Seus consertos foram finalizados em novembro, com quatro armas 46-K de 37 milímetros tendo sido adicionadas em setembro. O Oktiabrskaia Revolutsia deu suporte para as forças soviéticas durante o Cerco de Leningrado e depois em janeiro de 1944 na Ofensiva de Leningrado–Novgorod e em junho na Ofensiva de Vyborg–Petrozavodsk. A embarcação recebeu um radar de aviso aéreo britânico Tipo 279 em algum momento de 1944. No dia 22 de julho foi condecorado com a Ordem do Estandarte Vermelho.
O couraçado continuou servindo após a guerra. Foi reclassificado como um navio-escola em 24 de junho de 1954 e descomissionado em 17 de fevereiro de 1956. Foi lentamente desmontado, com parte de seu casco ainda sobrevivendo em maio de 1958.